# Municipio de Benton (condado de Howell)
El municipio de Benton (en inglés: Benton Township) es un municipio ubicado en el condado de Howell en el estado estadounidense de Misuri. En el año 2010 tenía una población de 2127 habitantes y una densidad poblacional de 8,35 personas por km².

## Geografía
El municipio de Benton se encuentra ubicado en las coordenadas 36°35′10″N 92°1′29″O / 36.58611, -92.02472. Según la Oficina del Censo de los Estados Unidos, el municipio tiene una superficie total de 254.82 km², de la cual 254,63 km² corresponden a tierra firme y (0,07 %) 0,19 km² es agua.

## Demografía
Según el censo de 2010, había 2127 personas residiendo en el municipio de Benton. La densidad de población era de 8,35 hab./km². De los 2127 habitantes, el municipio de Benton estaba compuesto por el 97,27 % blancos, el 0,38 % eran afroamericanos, el 0,61 % eran amerindios, el 0,05 % eran isleños del Pacífico, el 0,56 % eran de otras razas y el 1,13 % eran de una mezcla de razas. Del total de la población el 1,41 % eran hispanos o latinos de cualquier raza.